# Condylopalma agilis
Condylopalma agilis är en insektsart som beskrevs av Carl Jakob Sundevall 1847. Condylopalma agilis ingår i släktet Condylopalma och familjen Clothodinae. Inga underarter finns listade i Catalogue of Life.